# Інцидент з південнокорейським «Боїнгом» (1978)
Інцидент з південнокорейським Боїнгом стався 20 квітня 1978 в повітряному просторі СРСР над Карелією. Літак «Боїнг»-707 південнокорейської авіакомпанії порушив повітряний кордон СРСР, був підбитий перехоплювачем Су-15 і зробив вимушену посадку на лід замерзлого озера Корпіярві. Загинули 2 пасажири.

## Інцидент
«Боїнг»-707-321B (реєстраційний номер HL7429, командир корабля — Чан Кім Кі) південнокорейської авіакомпанії Korean Air Lines виконував рейс 902 за маршрутом Париж — Сеул з посадкою в Анкориджі. Літак вилетів з аеропорту Руассі-Шарль-де-Голль 20 квітня о 14 годині 40 хвилин. На борту перебували 97 пасажирів (зокрема 26 жінок і 5 дітей) та 12 членів екіпажу.
Через несправність гіроскопічного напівкомпасу літак істотно відхилився від маршруту. О 20 годині 54 хвилини за місцевим часом «Боїнг» був вперше зафіксований радянськими РЛС. О 21 годині 19 хвилин він порушив повітряний простір СРСР у районі Кольського півострова. Позаяк порушник не відповідав на запити диспетчерських служб, на перехоплення було піднято Су-15, пілотований капітаном Олександром Босовим. Наблизившись до «Боїнга», Босов похитав крилами. У відповідь на це порушник розвернувся і почав йти в бік Фінляндії. Босов отримав наказ знищити порушника. Згідно з західними даними, він кілька хвилин намагався переконати начальство, кажучи, що літак є пасажирським, а не розвідником. О 21 годині 42 хвилини перехоплювач випустив дві ракети Р-60, які вибухнули біля крайнього лівого двигуна «Боїнга» і в хвості літака, відірвавши частину крила довжиною 3-4 м (за деякими даними, було випущено дві ракети, одна з яких пройшла повз ціль). Крім того, сталася розгерметизація пасажирського салону, літак почав різке зниження і був втрачений Босовим з виду.

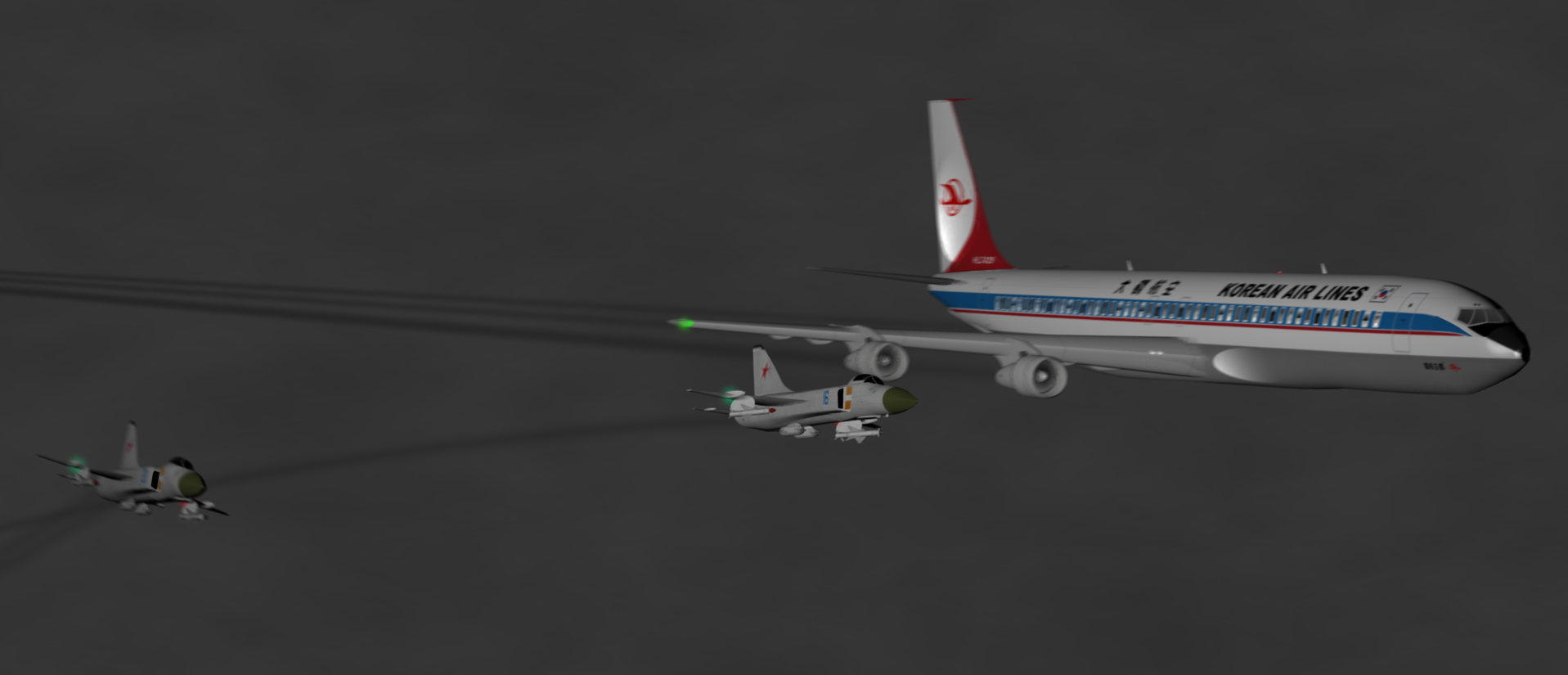
Художнє зображення перехоплення «Боїнга» літаками Су-15

Відірваний шматок крила був зафіксований наземними радарами, прийнятий за контейнер або крилату ракету. На його перехоплення було піднято інший Су-15 (пілот — Сергій Слободчиков), що випустив за фрагментом крила одну ракету.
Пошкоджений «Боїнг» пізніше був перехоплений ще одним Су-15 (пілот — Анатолій Керефов) і о 23 годині 5 хвилин зробив вимушену посадку на лід озера Корпіярві 66°02.893′ пн. ш. 33°04.321′ сх. д. / 66.048217° пн. ш. 33.072017° сх. д. біля селища Лоухі. Незабаром він був виявлений радянською пошуковою групою. Першим на борт піднявся прапорщик Дубодєл. Як пізніше говорили пасажири літака, захеканий прапорщик із збитою набакир шапкою виглядав як типовий радянський військовий у західних фільмах. З числа пасажирів від осколків ракети загинула 1 людина, ще одна померла від поранень дорогою до лікарні. 13 людей отримали несмертельні поранення. Пасажири були евакуйовані вертольотами і через два дні відпущені, Boeing 727 Pan Am доставив їх з Мурманська в Гельсінкі.

## Наслідки
Свідчення слідчого КДБ Валерія Десяткового:

Це було щось нереальне. Глуха карельська тайга, невелике озеро ще під льодом і величезний лайнер на ньому … Пасажирів вже вивезли. Піднялися на борт. На лівій стороні літака я нарахував не менше ста пробоїн. Над кожним сидінням висіли кисневі маски. Весь салон залитий кров'ю. Але не від ран. А від перепаду тиску. Коли літак почав різко знижуватися, у пасажирів пішла кров носом і з вух.

21 квітня на місце події прибула комісія з Москви. Згідно з одним джерелом, відповідального за наказ про знищення лайнера не було знайдено, бо запис переговорів на магнітній стрічці виявився стертим; За іншими даними, відповідальність за рішення взяв на себе генерал Дмитрієв. СРСР пред'явив Південній Кореї рахунок на 100 тис. доларів для покриття вартості утримання пасажирів. Літак розібрали на частини — авіакомпанія відмовилася від нього, щоб не оплачувати операції з евакуації.

## Виноски
1. ↑  Aviation Safety Network. Архів оригіналу за 27 квітня 2011. Процитовано 15 січня 2010.
2. ↑  Побачити Париж — і не вмерти — Костянтин Сорокін, Артур Берзін. Архів оригіналу за 6 вересня 2009. Процитовано 15 січня 2010. [Архівовано 2009-09-06 у Wayback Machine.]
3. 1 2  А. Голод. Як садили «Боїнг-707». Архів оригіналу за 30 червня 2008. Процитовано 15 січня 2010. [Архівовано 2008-06-30 у Wayback Machine.]
4. 1 2 3  С. Циганкова. Загадка південнокорейського «Боїнга». Архів оригіналу за 15 серпня 2014. Процитовано 15 січня 2010.